# Вигендорф
Вигендорф (нем. Wiegendorf) — община в Германии, в земле Тюрингия.
Входит в состав района Веймар. Подчиняется управлению Меллинген. Население составляет 354 человека (на 31 декабря 2010 года). Занимает площадь 4,04 км². Вигендорф расположен в начале долины ручья Вигендорф, который протекает через это место в северо-восточном направлении. Коммуна находится в километре к югу от федеральной автомагистрали 87 и окружена сельскохозяйственными угодьями. Первое упоминание о месте Вигендорф было сделано в 1216 году в грамоте бургграфа Дитриха фон Кирхберга. Во время Тридцатилетней войны это место было в значительной степени опустошено. Благодаря расположению на торговой улице в 18 веке была построена гостиница. С начала 19 века это место входило в состав Великого герцогства Саксен-Веймар-Эйзенах, а после 1945 года стало частью советской оккупационной зоны и ГДР вместе с землёй Тюрингия. С 1990 года коммуна входит в состав федеральной земли Тюрингия. В конце мая/начале июня 2017 года в течение нескольких дней местность несколько раз подвергалась суровым погодным условиям с проливными дождями, а местность несколько раз наводнялась.